# Changhong
Sichuan Changhong Electric Co., Ltd. (SSE: 600839) eller Changhong (kinesisk: 长虹) også CHiQ er en kinesisk elektronikvirksomhed med hovedkvarter i Mianyang, Sichuan. De producerer tv, hvidevarer, varmepumper og batterier. Det er Kinas næststørste producent af fladskærme.
Changhong har oprindelse i Changhong Machinery Factory, en statsejet virksomhed der blev etableret i 1958.